# 山本貞幸
山本 貞幸（やまもと さだゆき）は、室町時代後期から戦国時代にかけての武将。

## 略歴
山本氏は清和源氏・源満政の後裔とされる。駿河国富士郡山本村の武士。
当初、前室との間に吉野貞継を儲けたが、妻と死別したため大橋入道の娘・安を後妻とした。この安との間に生まれた四男が山本勘助と伝わる。なお、長子・貞継は、貞幸の兄・吉野貞宗の養子に入っている。

## 系譜
明確な史料はなく、後世の地誌などに見られる。
- 父：吉野貞久
- 兄：吉野貞宗
- 長姉：早世
- 次姉：かな（穴山信綱室）

- 先妻：庵原忠胤（忠房？）の妹
- 長男：吉野貞継（兄・吉野貞宗の養子）

- 後妻：安（大橋入道の娘）
- 次男：石松（早世）
- 長女：早世
- 三男：光幸
- 次女：鶴（桑名城内室）
- 四男：勘助晴幸
- 養子：貞重

## 関連作品
- 『風林火山』（2007年、NHK大河ドラマ、演者：伊藤高）